# Picnochile
Picnochile is een geslacht van kevers uit de familie van de loopkevers (Carabidae). De wetenschappelijke naam van het geslacht is voor het eerst geldig gepubliceerd in 1856 door Motschulsky.

## Soorten
Het geslacht Picnochile is monotypisch en omvat slechts de volgende soort:
- Picnochile fallaciosa (Chevrolat, 1854)